# Bygland
Bygland é uma comuna da Noruega, com 1331 km² de área e 1 318 habitantes (censo de 2004).         